# UA 8699
UA 8699 (зразок 8699 Університету Антананаріву) — викопний зуб ссавця із крейдяного періоду Мадагаскару. Зламаний нижній корінний зуб довжиною приблизно 3,5 мм походить із маастрихтського періоду формації Маеварано на північному заході Мадагаскару. Деталі його морфології корони вказують на те, що це бореосфенід, член групи, яка включає живих сумчастих і плацентарних ссавців. Девід В. Краузе, який вперше описав зуб у 2001 році, інтерпретував його як сумчастий на основі п'яти спільних ознак, але у 2003 році Авер'янов та інші відзначили, що всі вони є спільними для плацентарних желестид, і висловилися за тісний зв'язок між UA 8699 і іспанський желестид Лайнодон. Краузе використав зуб як доказ того, що сумчасті тварини були присутні на південних континентах (Гондвана) ще в пізньому крейдяному періоді, а Авер'янов і його колеги припустили, що зуб є ще одним прикладом обміну фауною між Африкою та Європою того часу.

## Опис
UA 8699 — це зношений і зламаний лівий нижній моляр. Відсутня частина тригоніду (передня група стулок), у мезіолінгвальному (внутрішньому передньому) кутку зуба. Краузе підрахував, що повний зуб мав би довжину 3,5 мм і ширину 2,2 мм. Зуб трибосфен, як і у сучасних ссавців, на що вказує ряд особливостей, у тому числі широка западина талоніда (задня група горбків) і гострий кут (48°) між горбками тригоніда. UA 8699 не має цингуліди (хребта), що нагадує полицю на лінгвальній (внутрішній) стороні, що вказує на те, що вона не належить до Australosphenida (пропонована клада, що об’єднує однопрохідних і деяких стародавніх ссавців Гондвани, включаючи юрського мадагаскарського Ambondro); отже, його можна визначити як представника Бореосфенідів, яка включає сумчастих, плацентарних та їхніх вимерлих родичів.
Краузе перерахував п'ять особливостей, які вказують на те, що UA 8699 є сумчастою твариною, а не плацентарною або примітивною терією. На зовнішньому задньому краї (дистобукально), між гіпоконідом (одним із головних стулок) і гіпоконулідом (меншим куспулою), є добре розвинений цингулід. Сам гіпоконулід розташований далеко лінгвально, відносно далеко від гіпоконіда. Тригонід і талонід приблизно такі ж широкі, тригонід має низьку коронку, а знос переважно горизонтальний, що призводить до широких плоских оголених граней зносу. Авер'янов та його колеги відзначили, що желестиди, плацентарна група, поділяють усі ці риси, хоча й різною мірою, і що гіпоконулід у сумчастих такого ж віку навіть більш лінгвально розташований. Вони писали, що екземпляр в цілому більше схожий на желестид, ніж на сумчастих.